# Дезмонд Г'юм
Дезмонд Девід Г'юм (англ. Desmond David Hume) — вигаданий персонаж і один з головних героїв американського телесеріалу «Загублені». Він був єдиним жителем станції «Лебідь» під час катастрофи літака рейсу 815. Його знайшли  Джон Локк, Кейт і Джек через місяць після того, як вони виявили люк. Після невдалих спроб покинути Острів Дезмонд приєднався до табору уцілілих. Після опромінення електромагнітним випромінюванням, пов'язаних з ліквідацією люка, він став володіти здатністю бачити «спалахи» з майбутнього, завдяки яким він пророкував неминучу смерть Чарлі.

## Біографія

### Поза острова
Дезмонд народився в Глазго, Шотландія. Відомо, що він служив у Шотландському королівському полку. Також відомо, що він був послушником у монастирі. Одного разу, проходячи по вулиці, Дезмонд зустрів Чарлі, який у той час ще грав на гітарі на вулицях. Ще він зустрічав Джека на стадіоні. («Спалахи перед очима», 8-а серія 3-го сезону)
Сидячи в кафе, Дезмонд знайомиться з Ліббі, вона розповідає про себе, він про себе. Вони стають друзями і вона дарує йому яхту під назвою «„Елізабет“». («Живемо разом, вмираємо поодинці», 23-а серія 2-го сезону)
Ставши старше, Дезмонд закохався в дівчину по імені Пенелопа Відмор. Але на шляху у нього встав батько Пенні — Чарльз Відмор. Щоб подолати цю перешкоду, Дезмонд мав намір виграти регату, організовану Відмором, щоб домогтися його поваги. Але під час плавання його яхта, була підірвана «„Елізабет“», розбивається біля берегів острова. («Живемо разом, вмираємо поодинці», 23-а серія 2-го сезону)

### На острові
У напівнепритомному стані Дезмонда притягнув від берега в станцію «Лебідь» чоловік у костюмі біологічного захисту, який пізніше назвав себе Келвіном. У «Лебедя» Келвін сказав, що зовнішнє навколишнє середовище забрудненне таємничою хворобою, якою він можливо був заражений. Келвін дав Дезмонду вакцину, позначену Числами, і сказав вводити її собі кожні 10 днів. Дезмонд освоїв операцію «натискання кнопки», і неодноразово дивився фільм Орієнтації Лебедя, який породив у нього багато запитань, на більшість яких Келвін не відповів.
Через два роки Келвін показав Дезмонду послідовність дій, які потрібно зробити, щоб двері в бункері опустилися. Келвін використовував це, щоб закінчити малювання невидимої карти, розпочатої його попереднім партнером по чергування на станції «Лебідь», Радзинським. Наступної ночі Келвін пояснив Дезмонду суть явища, яке кожні 108 хвилин відбувається в бункері і показав запобіжний ключ, який він завжди носив, але ніколи б не наважився використати. («Живемо разом, вмираємо поодинці», 23-а серія 2-го сезону)

#### Після зустрічі з уцілілими
Дезмонда виявляють у люку: Джон Локк, Джек і Кейт. («Людина науки, людина віри», 1-а серія 2-го сезону) протягом багатьох серій він не з'являється. Потім він допомагає Джону утримати Містера Еко зовні, щоб він не натискав кнопку. Згодом бункер вибухає, але всі залишаються живі. («Живемо разом, вмираємо поодинці», 23-а серія 2-го сезону)
Дезмонда починають мучити бачення про те, що Чарлі помре. Спочатку Дезмонд витягнув Клер з води, якщо б це зробив Чарлі — він би втопився. Потім він ставить громовідвід поряд з наметом Чарлі — якщо б він його не поставив, Чарлі вдарила б блискавка. Потім Дезмонд ще багато разів його рятує. Одного разу Чарлі починає щось підозрювати і Дезмонд йому розповідає, що як би він не старався — Чарлі все одно помре. Дезмонд розповідає йому про своє нове бачення — Чарлі потоне на станції Дарми і говорить, що якщо він помре, Клер і Аарон виберуться з Острова. Чарлі говорить, що заради них він готовий на все. Вони пливуть на станцію «Дзеркало». Чарлі приголомшує Дезмонда і стрибає у воду, залишаючи у нього в кишені записку для Клер. («Вибране», 21-а серія 3-го сезону) Коли Чарлі вже був на станції, про це дізнався Бен і послав до них Михайла Бакуніна. Той з берега почав стріляти в Дезмонда, він стрибнув у воду і поплив до Чарлі. Виявляється Чарлі схопили дві дівчини з Інакших — Бонні і Грета. Вони зв'язали його. На станцію прибуває Бакунін і вбиває дівчат. Але тут з'являється Дезмонд і стріляє з гарпуна Михайлу у серце, той падає замертво. Бонні вже мертва, а Грета повідомляє код, для того, щоб зайти в радіорубку і після теж вмирає. Дезмонд бачить, що Михайло пропав, а значить він ще живий. Чарлі зв'язується з Пенелопою Відмор — дівчиною Дезмонда. Вона каже, що корабель Kahana посланий не нею. Дезмонд біжить до Чарлі, щоб поговорити з Пенні, але тут у віконце стукає Михайло і кидає гранату в кабіну, при цьому підриваючи самого себе. Чарлі закриває двері і пише у себе на руці: «Це не корабель Пенні» і після тоне. («В Задзеркаллі», 22-а серія 3-го сезону)
Після смерті Чарлі Дезмонд випливає на берег, де знаходяться Саїд, Бернард, Джин, Герлі, Соєр і Джульєт. Він розповідає про події і про смерть Чарлі, що призводить Герлі до сильної печалі. Він каже, що на кораблі самозванці і що потрібно зупинити Джека, але Саїд сказав, що сигнал вже послано. Після уцілілі поділяються на дві групи, Дезмонд йде з групою Джека.
Днями пізніше на острів прибуває наукова група з корабля. Їх вертоліт ламається, але Саїд каже, що його ще можна полагодити. Саїд виконує роботу. Пілот каже, що вертоліт багатьох не подужає, тому летять Дезмонд і Саїд, які беруть з собою труп Наомі. Після на кораблі Дезмонд скаче по часу: потрапляючи в минуле, він знайомиться з Деніелом Фарадеєм. Вони також бачать на кораблі Майкла Доусона, який повернувся, щоб померти. Коли на кораблі була встановлена бомба, Дезмонд, Майкл і Джин намагалися її знешкодити, Майкл сказав їм бігти і що він сам впорається. Дезмонд залазить у вертоліт і летить з Шісткою Ошеанік, а корабель вибухає, що призводить до смерті Майкла. Джин виживає.

### Після острова
Але незабаром через нестачу палива вертоліт падає. Незважаючи на серйозну аварію і удар вертольота об воду всі виживають. Але острів зник з горизонту. Їх дрейфуючий рятувальний пліт знаходить судно. Це рятувальний корабель найнятий Пенелопою, нареченою Дезмонда. Пенелопа допомагає уцілівшим підлаштувати їх версію аварії рейсу 815, де уціліли лише шестеро.
Через три роки у Пенелопи і Дезмонда вже є син по імені Чарлі.
Одного разу Дезмонду сниться сон, в якому ще під час його перебування в бункері Деніел Фарадей приходить до нього і каже, що всім, хто залишився на острові потрібна допомога і просить знайти його мати. Дезмонд впевнений, що це не сон, а спогад, хоч раніше його і не пам'ятав. Він їде в Оксфордський університет, але виявляє, що всі згадки про Фарадея з архівів стерті. Місцевий прибиральник розповідає йому, що відомості про Фарадея видалили після того, що він зробив з Терезою Спенсер. Прийшовши в будинок Терези, він бачить, що вона в комі, а її сестра Абігейл, каже, що Тереза жива лише завдяки турботі Чарльза Відмора. Дезмонд приїжджає в офіс Відмора і вимагає сказати йому, де знаходиться мати Фарадея. На диво, Чарльз майже відразу дає йому її адресу в Лос-Анджелесі. Прибувши за вказаною адресою в церкву, Дезмонд зустрічає Джека, Сун і Бена. Всередині їх чекала Елоїз Гоукінг, вона ж мати Фарадея. З її розмови з трійцею він розуміє, що ті збираються повернутися на острів. Дезмонд шокований цим і збирається йти, але Елоїз каже, що острів ще не готовий з ним розлучитися. Дезмонд виходить з себе, радить Джеку не слухати її і йде.
Трохи пізніше їх з Пенелопою знаходить Бен, стріляє Дезмонду в плече і хоче вбити Пенні, але бачить їх сина і передумує. Тут на нього нападає Дезмонд, б'є і скидає з причалу в воду. На швидкій його привозять у лікарню, де успішно оперують. Незабаром з лікарні його викрадає Чарльз Відмор і на підводному човні привозить назад на острів.

### Знову на острові
Прокинувшись на острові в лазареті Гідри, він не розуміє, де знаходиться і кличе Пенні. Відмор заходить до нього і розповідає про те, як викрав його і повернув на острів. У люті Дезмонд накидається на нього і б'є його стійкою для крапельниці, поки його не відтаскують люди Відмора. Дезмонда кидають під електромагнітне випромінювання, але він виживає. Пізніше за ним приходить Саїд і забирає з собою. Саїд прив'язує його до дерева і приводить Людину в чорному. Той приводить Дезмонда до криниці і кидає туди.
На наступний день Чоловік у чорному наказує Саїду йти і вбити Дезмонда — і тоді він виконає те, що обіцяв Саїду. Саїд підходить до криниці і цілиться в Дезмонда. Дезмонд запитує: «Що тобі обіцяв Людина в чорному?». Саїд відповідає: «Повернути кохану жінку». Дезмонд запитує: «І що ти їй скажеш, коли вона запитає, як ти її повернув?»… По поверненню в табір Локк запитує Саїда про виконання завдання, на що отримує відповідь про те що інакше бути не може. Однак, в епізоді на підводному човні, перед тим, як підірвати себе з бомбою, підкладеною в рюкзак Джеку Локком, Саїд говорить Джеку про те, що Дезмонд сидить в колодязі і його потрібно витягнути так як він важливий. Соєр відправляється до криниці, щоб витягнути Дезмонда, однак стикається з Локком і Беном вже близько порожнього колодязя. Роуз і Бернард звільнили Дезмонда і привели до себе в хатину. Проте Локк знаходить їх і під загрозою вбивства сімейної пари змушує Дезмонда піти з ним. Групи Локка і Джека зустрічаються і йдуть разом до джерела світла. Дезмонд знищує джерело, починається землетрус, але Локк стає смертним. Після вбивства Локка Джек спускається вниз, щоб повернути все назад і знаходить Дезмонда, який пропонує Джеку, щоб саме він повернув все на свої місця. Джек говорить, що Дезмонду потрібно повернутися до дружини і дитини, прив'язує мотузкою замість себе і Герлі з Беном піднімають його вгору.

### Альтернативна реальність
Тут Дезмонд — права рука Чарльза Відмора. Живе роботою, ніякого особистого життя. Під час польоту з Сіднея до Лос-Анджелес сів поруч з Джеком Шепардом. На виході з літака в аеропорту, зустрічає Герлі та Клер, допомагаючи їй дістати її сумку і сказавши, що у неї народиться хлопчик. Відмор доручає забрати рок-зірку Чарлі Пейса з поліції і привезти на день народження його сина. Чарлі говорить, що коли сьогодні летів на літаку з Сіднея, в туалеті намагався проковтнути героїн, і під час трясіння подавився ним. Його врятував Джек Шепард, але Чарлі був не радий, бо щось побачив. Він побачив «любов» в образі вагітної дівчини, з якою він летів. Дезмонд не звернув на це уваги і, коли вони їхали, Чарлі схопив кермо і почав рулити в бік причалу. Машина вилетіла в воду і почала тонути. Дезмонд побачив, як у справжньої реальності помирає Чарлі. Дезмонд рятує Чарлі і вони опиняються в лікарні, де до Дезмонда приходять спогади з класичної реальності про Пенні. Він знаходить Чарлі, але той не збирається виступати і каже, що краще нехай пошукає Пенні. Відмор відправляє Дезмонда самому виправдовуватися перед Елоїз Відмор. Та каже, що нічого страшного, але коли Дезмонд, почувши ім'я Пенні в списку запрошених, намагається подивитися список каже, що він ще не готовий. На виході до нього підходить Деніел Відмор.Він розповідає, що закохався в рудоволосу дівчину. І що він написав щось. Його друг фізик сказав, що це схема, як підірвати водневу бомбу, яку могла би написати людина, вивчавша все життя фізику, хоча сам Деніел музикант. Деніел припустив, що все, що з ними сталося, не повинно було статися, а те, що повинно статися, не сталося. На питання Дезмонда, не вирішив чи Деніел підірвати водневу бомбу, той відповідає, що він вже це зробив. Наостанок Деніел каже, що у нього є зведена сестра на ім'я Пенні, а також де вона буде сьогодні ввечері. Дезмонд зустрічається з Пенні на полі і, їдучи, просить у свого водія список всіх пасажирів літака, в якому він летів. Потім Дезмонд зустрічається з Герлі, розмовляє з доктором Лайнусом, потім збиває Джона Локка, приводить Клер до Ілани Верданскі.

## Цікаві факти
- Девід — філософ, який жив у XVIII столітті, прихильник детермінізму.
- Якщо вірити їхнім словам, Дезмонд і Джульєт прибули на Острів майже одночасно (у 2001 році).
- Щоб купити яхту для участі в регаті, Дезмонду були необхідні 42000$ (Числа).
- Коли Дезмонд був ченцем, настоятель сказав йому, що в цьому році вони заготовили лише 108 ящиків вина (108 хвилин)
- За його власними словами, саме він є винуватцем аварії рейсу 815, оскільки не встиг натиснути на кнопку.
- Дезмонд — шанувальник письменника Чарльза Діккенса. Він прочитав всі його книги, крім роману «Наш спільний друг», який він збирається прочитати перед своєю смертю.